# Canthidium vespertinum
Canthidium vespertinum là một loài bọ cánh cứng trong họ Bọ hung (Scarabaeidae).